# 數位筆

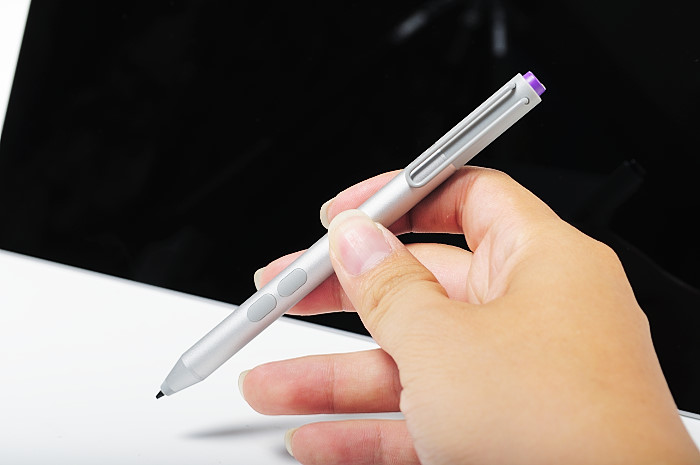
Microsoft Surface Pen

三星智能手機的 S-Pen Pro

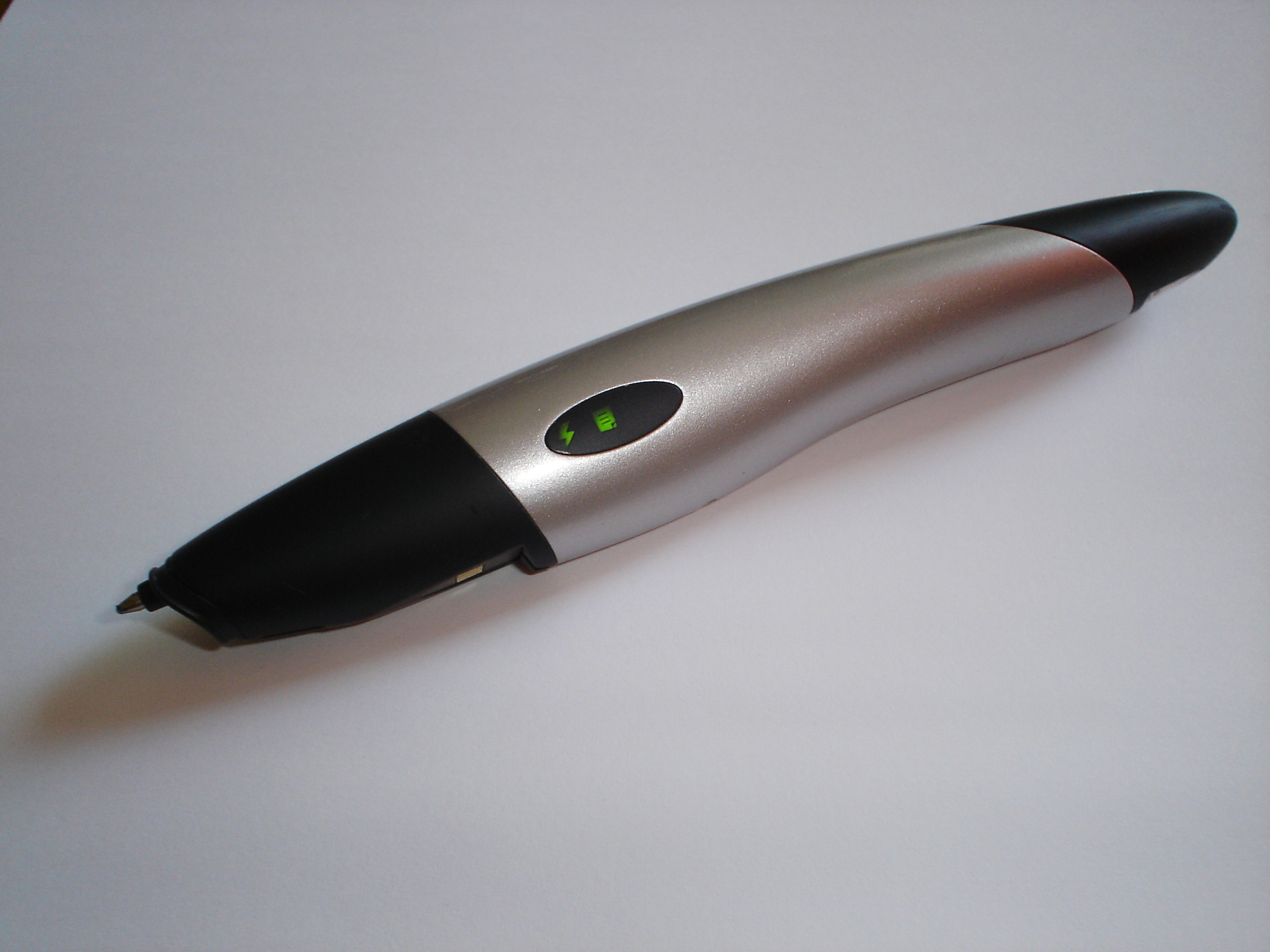
Anoto-Technology的数位笔

数位笔（英語：Digital pen），亦有称其为智能笔（smart pen），是一种计算机输入工具，可捕捉用户的手写笔压，能够在尽量保留“纸和笔”触感的前提下将笔迹数字化，所得到的数据可用在签名版、绘图等多个不同的程序中。数位笔经常会与数位板（或者有数位板技术的触摸屏，如数位屏、某些品牌的智能手机、平板電腦）结合使用。
数位笔形状与普通的钢笔无异，但数位笔不会用到手写笔的墨水（但是配有需要定时更换的笔芯），并且数位笔上常常会附有按钮，方便用户进行右击、擦除等操作。
智能笔比数字笔具有更特定的功能；它满足相同的基本功能，但也具有语音录制或文本扫描仪等其他功能。
智能笔通常比活动笔更大，功能更多。数位笔通常包含内部电子产品，具有触摸灵敏度、输入按钮、存储手写数据的内存和传输能力等功能。

## 特点
输入设备捕获手写数据，一旦数字化，可以上传到计算机并显示在其显示器上。
一些钢笔配有数字录音设备，允许用户将其用作智能听筒。它们可用于，例如，学生在做笔记时录制主人的声音。

## 外部鏈接
维基共享资源上的相關多媒體資源：數位筆